# Kępiny Małe
Kępiny Małe (Duits: Zeyersvorderkampen) is een plaats in het Poolse district  Nowodworski (Pommeren), woiwodschap Pommeren. De plaats maakt deel uit van de gemeente Nowy Dwór Gdański en telt 440 inwoners.